# Секвоя (окръг, Оклахома)
Вижте пояснителната страница за други значения на Секвоя.
Окръг Секвоя (на английски: Sequoyah County) е окръг в щата Оклахома, Съединени американски щати. Площта му е 1852 km², а населението – 38 972 души (2000). Административен център е град Салисо.